# Лила Даунс
Ана Лила Даунс Санчес (на испански: Ana Lila Downs Sánchez), известна като Лила Даунс, е мексиканска певица, актриса.
Родена е на 9 септември, 1968 година и е смятана за една от най-известните певици на латино музика. Нейният глас е мецосопран. Носителка е на едни от най-престижните награди за латино, като Грами, Награди на филмовата академия на САЩ и Световни музикални награди. Продала е над 9 милиона албума по цял свят.

## Биография
Лила Даунс е родена на 9 септември 1968 година. в Тлахьако, Мексико. Баща ѝ е Алън Даунс с американско гражданство, но по произход е Анита Санчес от мексиканска, а майка ѝ е Оахака. Той е живял в Оахака, Мексико, както и в Калифорния, САЩ, като тийнейджър и като възрастен в Минесота. На 21 години Лила се мести да живее в Оахака де Хуарес и издава първия си албум, с име „Ofrenda“, който постига слаб успех и то само в родната ѝ страна. Следващият ѝ албум „Trazos“ има същата участ и Даунс се захваща с актьорство. По това време звукозаписната компания Narada, продуцира първите ѝ два албума, и възлага задача да напише песен, която да бъде включена в музикалната компилация „Народно творчество“. Лила Даунс създава парчето „Tengo Miedo de Quererte“. Tака през 1999 г. тя отново се завръща към музикалната си кариера и издава албум с името „La Sandunga“, който включва песента „Un Poco Más“ и допринася най-после за желания успех на изпълнителката.
Лила започва съвместна работа с Пол Коен по следващия си албум, наречен „Tree of Life“. Продукцията струва 1 млн. долара и постига небивал успех като всички я определят за най-добрата реализация на Лила. Най-значимите и успешни изпълнения от албума са „Yucu Nucu Nunu“ и световния хит „Arenita Azul“. Съчетанието на фолклор и латино ритми в този албум го правят много популярен по цял свят. Даунс решава да се насочи към англоговорещия пазар и започва да пише албума „Border“, който все пак съдържа и няколко песни на испански. Някои хора сметнали, че английският на Лила Даунс не бил на достатъчно високо ниво, за да създава добри текстове на песните си, но въпреки това албумът ѝ отново постига огромен успех. Сингълът „Mi Corazón me Recuerda (My Heart Reminds Me)“, включен в албума, го изстрелва до челните места в топ класациите за 2002 година. Полулярността на Лила бързо нараства.
През 2007 година. Лила Даунс издава още един сборен албум с най-големите си хитове „The Very Best of Lila Downs“ DVD компилация и диск от нейното турне 2004 – 2006 „Tour Una Sangre“, издаден през юни 2007 година. През 2008 година. Лила Даунс реализира два албума. Първият е на испански език, носи името „Ojo de Culebra“ и излиза на пазара през 3 септември 2005 година. Вторият е английският вариант и излиза на пазара през 10 септември 2008 г. под името „Shake Away“. През юни 2010 г. издава нов сингъл със заглавие „Lila Downs y La Misteriosa en París-Live a FIP“. През октомври 2011 излиза новият ѝ албум, озаглавен „Pecados y Milagros“. Той включва предимно песни на испански, Първият сингъл от албума е „Palomo del Comalito“.

## Дискография

### Албуми
- 1994: Ofrenda
- 1998: Trazos
- 1999: La Sandunga
- 2000: Tree of Life
- 2001: Border
- 2004: One Blood
- 2006: La Cantina
- 2008: Ojo de Culebra/Shake Away
- 2011: Pecados y Milagros

### Сборни албуми
- 2007: El Alma de Lila Downs

### Видеография
- 2007: Lotería Cantada (DVD)
- 2007: El Alma de Lila Downs (DVD)
- 2010: Lila Downs y La Misteriosa en París - Live à Fip (DVD)